# ألفرد إل. كوبلي
ألفرد إل. كوبلي (بالإنجليزية: Alfred L. Copley)‏ هو فنان ورسام وطبيب أمريكي، ولد في 1910 في درسدن في ألمانيا، وتوفي في 1992 في نيويورك في الولايات المتحدة.